# Bitwa pod Giornico
Bitwa pod Giornico (zwana bitwą pod Sassi Grossi) – starcie zbrojne, które miało miejsce w dniu 28 grudnia 1478 r. w trakcie walk szwajcarsko-mediolańskich.
W roku 1466 książę Mediolanu Galeazzo Maria Sforza obiecał Szwajcarom z kantonu Uri wycofanie wojsk z Leventiny, zawiązując rok później traktat o przyjaźni ze Szwajcarami. Wycofywanie się Mediolańczyków przeciągało się jednak, a gdy Szwajcarzy uwikłani byli w wojnę z księciem Burgundii Karolem Zuchwałym, Sforza zawiązał sojusz z Burgundią.
W odpowiedzi na to wojska z Uri przekroczyły przełęcz Św. Gottharda i wkroczyły do Leventiny, gdzie uznały się oswobodzicielami, otrzymując silne wsparcie od miejscowej ludności. Wkrótce do wojsk Uri dołączyły też siły innych kantonów szwajcarskich, które bezskutecznie jednak przez dwa tygodnie oblegały twierdzę Bellinzona. Po tym niepowodzeniu Szwajcarzy wycofali się z zajętych terenów.
Próbując wykorzystać odwrót przeciwnika z Mediolanu wyruszyło 10 000 ludzi w kierunku Bellinzony. W chwili, gdy armia Sforzy przekraczała ziemie Leventiny, niewielki oddział z Uri (175 ludzi) wsparty 400 żołnierzami z regionu starł się dnia 28 grudnia 1478 r. w pobliżu Giornico z armią mediolańską. Szwajcarzy rozbili wroga, zmuszając go do ucieczki. Dzięki temu zwycięstwu Leventina dostała się pod panowanie Uri. Bellinzona pozostała jednak w rękach Mediolańczyków.